# Pierre Brasseur (écrivain)
Pour les articles homonymes, voir Pierre Brasseur (homonymie) et Brasseur.
Pierre Brasseur, né le 14 novembre 1974 à Nancy, est un écrivain de romans policiers français.

## Biographie
Il a vécu au Maroc puis à Nancy, Paris et Pantin. Après avoir démissionné de l'Éducation Nationale, il a écrit un premier roman autour de Rimbaud, Hortense Harar Arthur.

## Œuvre
- 2002 : Hortense Harar Arthur, aux éditions Baleine
- 2011 : Je suis un terroriste, aux éditions Après la lune
- 2020 : Attentifs ensemble, aux éditions Rivages/Noir